# De Dion-Bouton Type EO
Der De Dion-Bouton Type EO ist ein Pkw-Modell aus den 1910er Jahren. Hersteller war De Dion-Bouton aus Frankreich.

## Beschreibung
Die Zulassung durch die nationale Zulassungsbehörde erfolgte am 8. August 1913. Vorgänger war der Type EA.
Der Vierzylindermotor hat 80 mm Bohrung, 140 mm Hub und 2815 cm³ Hubraum. Er war damals in Frankreich mit 18 Cheval fiscal (Steuer-PS) oder 14/18 CV eingestuft. Bei 1500 Umdrehungen in der Minute leistet er 24 bhp. Die Höchstleistung des Motors ist nicht bekannt. Er ist vorne im Fahrgestell montiert und treibt über ein Vierganggetriebe und eine Kardanwelle die Hinterräder an. Der Wasserkühler ist direkt vor dem Motor hinter einem deutlich sichtbaren Kühlergrill. Die Hinterachse ist eine De-Dion-Achse.
Die Basis bildet ein Pressstahlrahmen. Der Radstand beträgt 3352 mm und die Spurweite 1350 mm. Eine Fahrzeuglänge von 4530 mm und eine Fahrzeugbreite von 1630 mm sind bekannt.
Bekannt sind Aufbauten als Tourenwagen.
Das Modell wurde bis 1914 produziert. Nachfolger wurden Type FK und FU, die am 21. Februar 1914 ihre Zulassungen erhielten.
Der Type EN unterscheidet sich durch eine andere Hinterachse.